# Roannes-Saint-Mary
Pour les articles homonymes, voir Roannes et Saint-Mary.
Pour l’article ayant un titre homophone, voir Roanne (homonymie).
Roannes-Saint-Mary est une commune française située dans le département du Cantal, en région Auvergne-Rhône-Alpes.

## Géographie
Commune arrosée par le ruisseau de Roannes.

### Localisation
La commune de Roannes-Saint-Mary se trouve dans le département du Cantal, en région Auvergne-Rhône-Alpes.
Elle se situe à 12 km par la route d'Aurillac, préfecture du département, et à 33,5 km de Maurs, bureau centralisateur du canton de Maurs dont dépend la commune depuis 2015 pour les élections départementales.
Les communes les plus proches sont : 
Sansac-de-Marmiesse (4,5 km), Ytrac (6,5 km), Saint-Mamet-la-Salvetat (6,6 km), Prunet (7,0 km), Arpajon-sur-Cère (7,4 km), Vitrac (7,6 km), Aurillac (8,5 km), Marcolès (8,8 km).
Les communes limitrophes sont Arpajon-sur-Cère, Lafeuillade-en-Vézie, Marcolès, Prunet, Saint-Mamet-la-Salvetat, Sansac-de-Marmiesse et Ytrac.
| Sansac-de-Marmiesse     | Ytrac              | Arpajon-sur-Cère     |
| Saint-Mamet-la-Salvetat | Roannes-Saint-Mary | Prunet               |
| Marcolès                |                    | Lafeuillade-en-Vézie |

### Climat
Pour des articles plus généraux, voir Climat d'Auvergne-Rhône-Alpes et Climat du Cantal.
En 2010, le climat de la commune est de type climat des marges montargnardes, selon une étude du CNRS s'appuyant sur une série de données couvrant la période 1971-2000. En 2020, Météo-France publie une typologie des climats de la France métropolitaine dans laquelle la commune est exposée à un climat de montagne ou de marges de montagne et est dans la région climatique Ouest et nord-ouest du Massif Central, caractérisée par une pluviométrie annuelle de 900 à 1 500 mm, maximale en automne et en hiver.
Pour la période 1971-2000, la température annuelle moyenne est de 10 °C, avec une amplitude thermique annuelle de 15,5 °C. Le cumul annuel moyen de précipitations est de 1 264 mm, avec 12,7 jours de précipitations en janvier et 7,6 jours en juillet. Pour la période 1991-2020, la température moyenne annuelle observée sur la station météorologique de Météo-France la plus proche, sur la commune d'Aurillac à 9 km à vol d'oiseau, est de 10,5 °C et le cumul annuel moyen de précipitations est de 1 134,7 mm,. Pour l'avenir, les paramètres climatiques de la commune estimés pour 2050 selon différents scénarios d'émission de gaz à effet de serre sont consultables sur un site dédié publié par Météo-France en novembre 2022.

## Urbanisme

### Typologie
Au 1er janvier 2024, Roannes-Saint-Mary est catégorisée commune rurale à habitat dispersé, selon la nouvelle grille communale de densité à 7 niveaux définie par l'Insee en 2022.
Elle est située hors unité urbaine. Par ailleurs la commune fait partie de l'aire d'attraction d'Aurillac, dont elle est une commune de la couronne,. Cette aire, qui regroupe 85 communes, est catégorisée dans les aires de 50 000 à moins de 200 000 habitants,.

### Occupation des sols
L'occupation des sols de la commune, telle qu'elle ressort de la base de données européenne d’occupation biophysique des sols Corine Land Cover (CLC), est marquée par l'importance des territoires agricoles (62,7 % en 2018), en augmentation par rapport à 1990 (61,7 %). La répartition détaillée en 2018 est la suivante : 
zones agricoles hétérogènes (54,8 %), forêts (36,6 %), prairies (4,7 %), terres arables (3,1 %), zones urbanisées (0,7 %). L'évolution de l’occupation des sols de la commune et de ses infrastructures peut être observée sur les différentes représentations cartographiques du territoire : la carte de Cassini (XVIIIe siècle), la carte d'état-major (1820-1866) et les cartes ou photos aériennes de l'IGN pour la période actuelle (1950 à aujourd'hui).

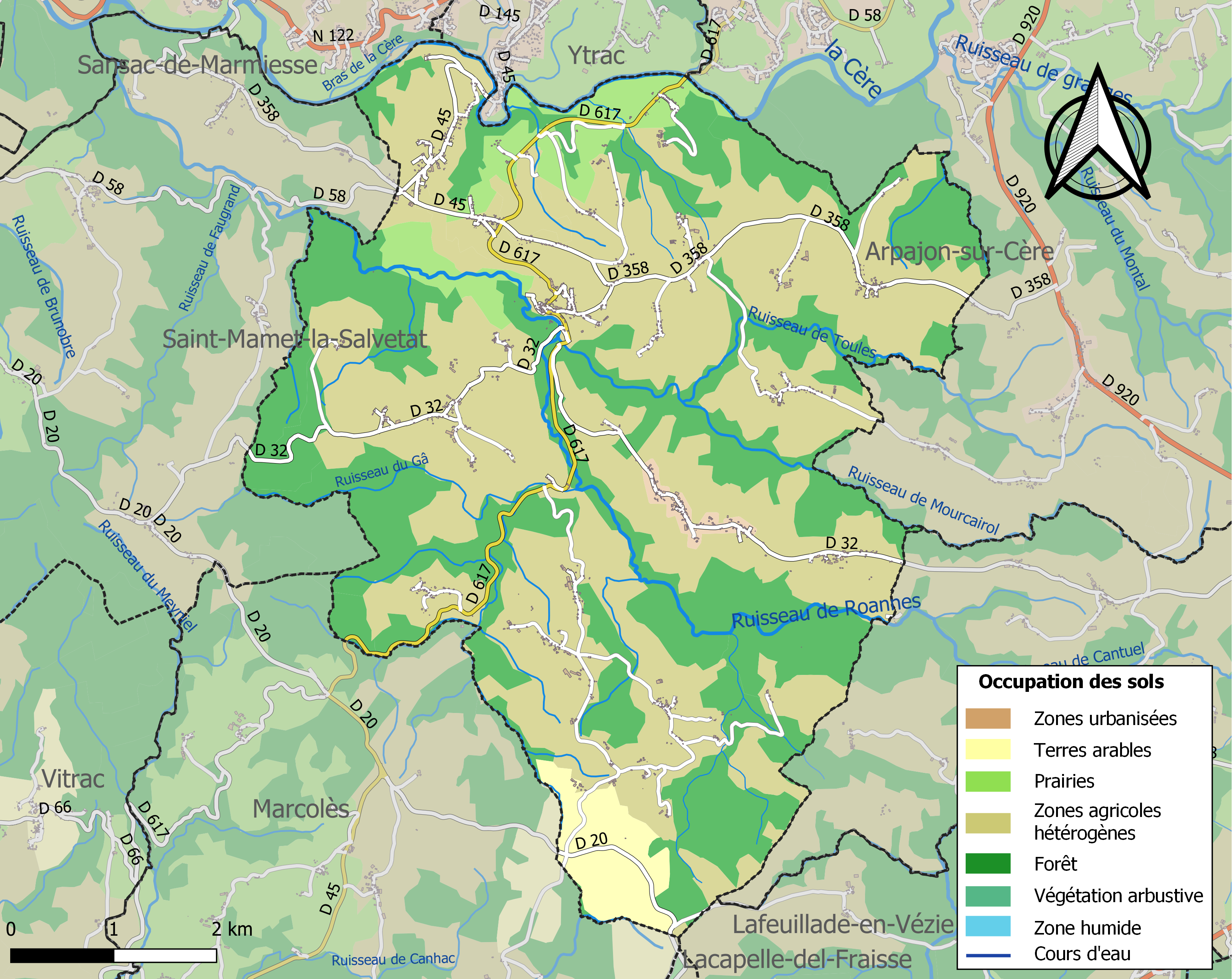
Carte des infrastructures et de l'occupation des sols de la commune en 2018 (CLC).

### Habitat et logement
En 2018, le nombre total de logements dans la commune était de 515, alors qu'il était de 461 en 2013 et de 438 en 2008.
Parmi ces logements, 85,3 % étaient des résidences principales, 7,3 % des résidences secondaires et 7,5 % des logements vacants. Ces logements étaient pour 96,6 % d'entre eux des maisons individuelles et pour 3 % des appartements.
Le tableau ci-dessous présente la typologie des logements à Roannes-Saint-Mary en 2018 en comparaison avec celle du Cantal et de la France entière. Une caractéristique marquante du parc de logements est ainsi une proportion de résidences secondaires et logements occasionnels (7,3 %) inférieure à celle du département (20,4 %) mais supérieure à celle de la France entière (9,7 %). Concernant le statut d'occupation de ces logements, 89,8 % des habitants de la commune sont propriétaires de leur logement (86,4 % en 2013), contre 70,4 % pour le Cantal et 57,5 pour la France entière.
| Typologie                                               | Roannes-Saint-Mary | Cantal | France entière |
| ------------------------------------------------------- | ------------------ | ------ | -------------- |
| Résidences principales (en %)                           | 85,3               | 67,7   | 82,1           |
| Résidences secondaires et logements occasionnels (en %) | 7,3                | 20,4   | 9,7            |
| Logements vacants (en %)                                | 7,5                | 11,9   | 8,2            |

## Histoire
En 1844, Roannes et Saint-Mary fusionnent pour former Roannes-Saint-Mary.

## Politique et administration

### Découpage territorial
La commune de Roannes-Saint-Mary est membre de la communauté de communes de la Châtaigneraie Cantalienne, un établissement public de coopération intercommunale (EPCI) à fiscalité propre créé le 1er janvier 2017 dont le siège est à Saint-Mamet-la-Salvetat. Ce dernier est par ailleurs membre d'autres groupements intercommunaux.
Sur le plan administratif, elle est rattachée à l'arrondissement d'Aurillac, au département du Cantal, en tant que circonscription administrative de l'État, et à la région Auvergne-Rhône-Alpes.
Sur le plan électoral, elle dépend du canton de Maurs pour l'élection des conseillers départementaux, depuis le redécoupage cantonal de 2014 entré en vigueur en 2015, et de la première circonscription du Cantal  pour les élections législatives, depuis le redécoupage électoral de 1986.

### Élections municipales et communautaires

#### Élections de 2020
Le conseil municipal de Roannes-Saint-Mary, commune de plus de 1 000 habitants, est élu au scrutin proportionnel de liste à deux tours (sans aucune modification possible de la liste), pour un mandat de six ans renouvelable. Compte tenu de la population communale, le nombre de sièges à pourvoir lors des élections municipales de 2020 est de 15. Les quinze conseillers municipaux sont élus au premier tour avec un taux de participation de 40,77 %, issus de la seule liste candidate, conduite par Géraud Meral. Géraud Meral, maire sortant, est réélu pour un nouveau mandat le 26 mai 2020.
Les trois sièges attribués à la commune au sein du conseil communautaire de la communauté de communes de la Châtaigneraie Cantalienne sont alloués à la liste de Géraud Meral.

#### Liste des maires
| Période                                  | Période                   | Identité       | Étiquette | Qualité |
| ---------------------------------------- | ------------------------- | -------------- | --------- | ------- |
| Les données manquantes sont à compléter. |                           |                |           |         |
| mars 2001                                | mars 2014                 | Albert Chandon |           |         |
| mars 2014                                | En cours (au 9 juin 2020) | Géraud Méral   | DVD       | Avocat  |

## Population et société

### Démographie

#### Évolution démographique
L'évolution du nombre d'habitants est connue à travers les recensements de la population effectués dans la commune depuis 1793. Pour les communes de moins de 10 000 habitants, une enquête de recensement portant sur toute la population est réalisée tous les cinq ans, les populations de référence des années intermédiaires étant quant à elles estimées par interpolation ou extrapolation. Pour la commune, le premier recensement exhaustif entrant dans le cadre du nouveau dispositif a été réalisé en 2007.

En 2022, la commune comptait 1 104 habitants, en évolution de +2,41 % par rapport à 2016 (Cantal : −1,08 %, France hors Mayotte : +2,11 %).
| 1793 | 1800 | 1806 | 1821 | 1831  | 1836  | 1841  | 1846  | 1851  |
| ---- | ---- | ---- | ---- | ----- | ----- | ----- | ----- | ----- |
| 921  | 937  | 964  | 992  | 1 237 | 1 164 | 1 067 | 1 173 | 1 172 |

| 1856  | 1861  | 1866  | 1872  | 1876  | 1881  | 1886  | 1891  | 1896 |
| ----- | ----- | ----- | ----- | ----- | ----- | ----- | ----- | ---- |
| 1 176 | 1 177 | 1 120 | 1 063 | 1 020 | 1 030 | 1 022 | 1 065 | 983  |

| 1901  | 1906  | 1911 | 1921 | 1926 | 1931 | 1936 | 1946 | 1954 |
| ----- | ----- | ---- | ---- | ---- | ---- | ---- | ---- | ---- |
| 1 046 | 1 007 | 966  | 836  | 850  | 817  | 843  | 828  | 800  |

| 1962 | 1968 | 1975 | 1982 | 1990 | 1999 | 2006 | 2007 | 2012  |
| ---- | ---- | ---- | ---- | ---- | ---- | ---- | ---- | ----- |
| 812  | 780  | 756  | 928  | 939  | 908  | 953  | 960  | 1 034 |

| 2017  | 2022  | - | - | - | - | - | - | - |
| ----- | ----- | - | - | - | - | - | - | - |
| 1 088 | 1 104 | - | - | - | - | - | - | - |

#### Pyramide des âges
La population de la commune est relativement jeune. En 2021, le taux de personnes d'un âge inférieur à 30 ans s'élève à 33 %, soit un taux supérieur à la moyenne départementale (26,5 %). À l'inverse, le taux de personnes d'un âge supérieur à 60 ans (25,8 %) est inférieur au taux départemental (36,6 %).
En 2021, la commune comptait 571 hommes pour 535 femmes, soit un taux de 51,63 % d'hommes, supérieur au taux départemental (48,9 %).
Les pyramides des âges de la commune et du département s'établissent comme suit :
| Hommes | Classe d’âge | Femmes |
| ------ | ------------ | ------ |
| 0,8    | 90 ou +      | 0,5    |
| 7      | 75-89 ans    | 9,6    |
| 18     | 60-74 ans    | 15,6   |
| 21,2   | 45-59 ans    | 20,4   |
| 20,3   | 30-44 ans    | 20,6   |
| 11,6   | 15-29 ans    | 12,1   |
| 21,1   | 0-14 ans     | 21,1   |

| Hommes | Classe d’âge | Femmes |
| ------ | ------------ | ------ |
| 1,2    | 90 ou +      | 3,1    |
| 10,1   | 75-89 ans    | 13,5   |
| 22,9   | 60-74 ans    | 22,6   |
| 21,8   | 45-59 ans    | 20,5   |
| 16,1   | 30-44 ans    | 15,2   |
| 13,8   | 15-29 ans    | 11,9   |
| 14,2   | 0-14 ans     | 13,3   |

## Économie

### Revenus
En 2018, la commune compte 431 ménages fiscaux, regroupant 1 089 personnes. La médiane du revenu disponible par unité de consommation est de 22 000 € (20 510 € dans le département).

### Emploi
|                | 2008  | 2013  | 2018  |
| -------------- | ----- | ----- | ----- |
| Commune        | 4,2 % | 4,6 % | 5,1 % |
| Département    | 5,6 % | 6,5 % | 6,4 % |
| France entière | 8,3 % | 10 %  | 10 %  |

En 2018, la population âgée de 15 à 64 ans s'élève à 674 personnes, parmi lesquelles on compte 82 % d'actifs (76,9 % ayant un emploi et 5,1 % de chômeurs) et 18 % d'inactifs,. Depuis 2008, le taux de chômage communal (au sens du recensement) des 15-64 ans est inférieur à celui de la France et du département.
La commune fait partie de la couronne de l'aire d'attraction d'Aurillac, du fait qu'au moins 15 % des actifs travaillent dans le pôle,. Elle compte 123 emplois en 2018, contre 121 en 2013 et 123 en 2008. Le nombre d'actifs ayant un emploi résidant dans la commune est de 521, soit un indicateur de concentration d'emploi de 23,6 % et un taux d'activité parmi les 15 ans ou plus de 64,3 %.
Sur ces 521 actifs de 15 ans ou plus ayant un emploi, 105 travaillent dans la commune, soit 20 % des habitants. Pour se rendre au travail, 89 % des habitants utilisent un véhicule personnel ou de fonction à quatre roues, 0,8 % les transports en commun, 4,1 % s'y rendent en deux-roues, à vélo ou à pied et 6,2 % n'ont pas besoin de transport (travail au domicile).

## Culture locale et patrimoine

### Lieux et monuments
- Église Sainte-Barbe à Roannes, l'église possède des vitraux créés par le peintre Jean Labellie (1920- ) ;
- Église de Saint-Mary ;
- Chapelle Saint-Mary.